# В'язівок (Звенигородський район)
В'язіво́к — село в Україні, у Звенигородському районі Черкаської області, у складі Вільшанської селищної громади. Населення — 2 918 чоловік (на 2009 рік).
Село розташоване по обидва боки річки Вільшанка. Протяжність населеного пункту за течією річки становить близько 10 км, ширина — 3,5 км. Найближчі залізничні станції: Цвіткове — 7 км, Шпола — 22 км, Городище — 15 км. Площа у адміністративних межах — 2006 га.
Біля села виявлено археологічні знахідки часів палеоліту, неоліту, трипільської культури та епохи бронзи.
Про походження назви села існує декілька версій. Одна із них твердить, що нібито перші поселення були розташовані серед великих заростів дерева в'язу. Другий переказ пояснює походження назви села від в'язальних майстерень, у яких вироблялися кошики. Топонімічний словник-довідник 1973 року дає пояснення: назва походить від слів «в'язань», «в'язель», «в'язило», «драговина», «трясина», «болото», «заплави»; дослівно — «річка, на якій багато трясовини».

## Населення

### Мова
Розподіл населення за рідною мовою за даними перепису 2001 року:
| Мова            | Кількість | Відсоток |
| --------------- | --------- | -------- |
| українська      | 2886      | 97.11%   |
| російська       | 51        | 1.72%    |
| вірменська      | 27        | 0.91%    |
| білоруська      | 4         | 0.13%    |
| циганська       | 2         | 0.07%    |
| румунська       | 1         | 0.03%    |
| інші/не вказали | 1         | 0.03%    |
| Усього          | 2972      | 100%     |

## Історія
Поселення на території цього села існувало ще до монголо-татарської навали.
З друкованих джерел село (і його назва) відоме з 1653 року. Воно було засноване за часів козацтва торговцями, які селилися на шляху чумаків, що по сіль ходили. Торговцями був створений великий ринок з різноманітним вибором товарів. Він привернув до себе увагу багатьох людей, навіть з таких великих міст як Київ, Черкаси. В поселенні було 8 церков.
Щодо походження назви села, існує кілька версій:
- за першою — в основі назви «в'яз» — лісове дерево;
- друга версія виводить назву від в'язальних майстерень, у яких виробляли кошики. Про існування цих майстерень в минулому свідчить той факт, що й до цього часу жителі села займаються плетінням;
- в основі третьої версії —— апелятив «в'язань», «в'язель», «в'язило», тобто драговина, трясовина, болото, заплава. Дослівно «річка, на якій багато трясовини».

Наступні версії пов'язані з народними переказами. За одним із них, проїжджав якось цією місцевістю польський пан, і віз його на бричці кучер. Дорога була поганою: болото, грязюка та ще й туман піднявся, і кучер перепитав «Куди їхати?» Пан був утомлений, уже дрімав і ледве вимовив «Вєзі во как», тобто куди очі бачать. Так вони виїхали до невеликого поселення, за яким згодом закріпилася назва В'язівок.
У першій половині січня 1654 року для приведення до присяги володарю царю та великому князю Олексію Михайловичу брацлавського полку, серед інших ґородів і у ґороді В'язівок, був посланий князь Федір Барятинський.
У ґороді В'язівок присягу склали: 1 сотник, 1 сотенний отаман, 2 сотенних осавула, 246 козаків, 51 міщанин.
У 70-х роках XVII століття В'язівок було розорено й спалено, населення було знищене турецько-татарськими військами, згодом містечко почало заселятися. В 1741 році тут було 97 дворів.
В'язівські селяни були учасниками Коліївщини. Ходять легенди, що сюди приїжджав Максим Залізняк для освячення ножів, досі збереглася назва — Гайдамацький яр.
В середині 19 століття за даними Лаврентія Похилевича в селі мешкало 4333 православних, 30 римокатоликів і 238 євреїв..
Село постраждало внаслідок геноциду українського народу, проведеного окупаційним урядом СССР 1923—1933 та 1946–1947 роках. Під час Голодомору 1932—1933 років помер щонайменше 121 житель села.
У липні 1941 року село було окуповане німецькими військами. 7 лютого 1944 року військові частини 252-ї стрілецької дивізії відвоювали В'язівок. У боях за відвоювання села загинуло близько 160 воїнів. На фронтах полягло 613 мешканців села. У пам'ять про них на території села височать два пам'ятники та обеліск Слави.

### Церква
У В'язівку колись було дві церкви — Успіння Пресвятої Богородиці (1727 року) та Покрови Пресвятої Богородиці (1853 року). Сучасна Успенська церква збудована 1859 року (за іншими даними в 1771 році). Покровська церква була зруйнована в 1933 році і така ж доля чекала Успенську церкву. У 1941 році церкву почали розбирати, але війна цьому завадила. Встигли розібрати лише куполи. У наш час[коли?] Успенську церкву знову прикрашає купол, увінчаний хрестом. Всередині купол розписаний київськими художниками.
У 1996 році усю покрівлю церкви перекрили новою бляхою. Під час цих робіт над ризницею було знайдено заховані хрести, які колись були на куполах Успенської церкви. В 1941 році, хтось із благочестивих прихожан заховав хрести, як найбільшу святиню. І ось більш як через півстоліття ці хрести знову прикрасили церкву.
З жовтня 1995 року у Свято-Успенській церкві служить священик Михайло Винник. У церкві працює бібліотека духовної літератури. До Свято-Успенської парафії села В'язівок в наш час[коли?] належить село Воронівка.

## Сучасність
Сьогодні на В'язівських землях працюють:
- нерестово-вирощувальне підприємство філія ВАТ Птахофабрики «Перше Травня»;
- фермерське господарство «В'язівське»;
- фермерське господарство «ЖАК»;
- нерестово-вирощувальне господарство «В'язівське»;
- ветеринарна дільнична лікарня а також приватні підприємці.

На території села працюють сільська рада, дільнична лікарня, В'язівська ЗОШ І-ІІІ ступенів, дитяча установа «Пролісок», сільський центр культури і дозвілля. Населення обслуговують аптека, магазини, філія Ощадного банку, пошта.
У 2010 році купол церкви було повністю перекрито і оздоблено позолотою.

## Видатні уродженці
- Іщенко Федір Васильович (1912—2001) - український актор
- Гай Яків Гаврилович — український математик
- Копка Петро Миколайович — український спецпризначенець. Генерал-майор. Т.в.о. Начальника Головного управління розвідки Служби безпеки України (липень-листопад 2003).
- Паламарчук Людмила Василівна — український метеоролог (народилася у родини в'язівчан, коли вони перебували на заробітках у Кривому Розі, зростала у В'язівку).
- Харенко Юрій Олександрович — кардіохірург